# Buhl (Minnesota)
Buhl és una població dels Estats Units a l'estat de Minnesota. Segons el cens del 2000 tenia 983 habitants.

## Demografia
Segons el cens del 2000, Buhl tenia 983 habitants, 405 habitatges, i 240 famílies. La densitat de població era de 115,4 habitants per km².
Dels 405 habitatges en un 25,4% hi vivien nens de menys de 18 anys, en un 46,7% hi vivien parelles casades, en un 8,9% dones solteres, i en un 40,5% no eren unitats familiars. En el 35,1% dels habitatges hi vivien persones soles el 18,3% de les quals corresponia a persones de 65 anys o més que vivien soles. El nombre mitjà de persones vivint en cada habitatge era de 2,21 i el nombre mitjà de persones que vivien en cada família era de 2,87.
Per edats la població es repartia de la següent manera: un 25,9% tenia menys de 18 anys, un 7,9% entre 18 i 24, un 24,1% entre 25 i 44, un 22,4% de 45 a 60 i un 19,6% 65 anys o més.
L'edat mediana era de 39 anys. Per cada 100 dones de 18 o més anys hi havia 101,1 homes.
La renda mediana per habitatge era de 31.574 $ i la renda mediana per família de 34.464 $. Els homes tenien una renda mediana de 35.938 $ mentre que les dones 21.538 $. La renda per capita de la població era de 14.828 $. Entorn del 7,2% de les famílies i el 13,2% de la població estaven per davall del llindar de pobresa.

## Poblacions més properes
El següent diagrama mostra les poblacions més properes.